# Ivan Ribar
Pour les articles homonymes, voir Ribar.
Ivan Ribar (né le 21 janvier 1881 à Vukmanić et mort le 11 juin 1968 à Zagreb) est un homme politique yougoslave d'origine croate. Membre du Parti démocrate pendant l'entre-deux-guerres, il rallie les communistes durant la Seconde Guerre mondiale. Entre 1945 et 1953, il est président de la présidence de l'Assemblée du régime communiste yougoslave.

## Biographie
Ivan Ribar naît le 21 janvier 1881 à Vukmanić, un village situé près de la ville de Karlovac ; à cette époque, la région fait partie du royaume de Croatie-Slavonie, qui fait partie du royaume de Hongrie au sein de l'Autriche-Hongrie. Son père, Andrija, pro-yougoslave, est instituteur et Ivan Ribar fréquente l'école élémentaire où il enseigne.
Comme ses frères et sa sœur, il poursuit ses études secondaires à Karlovac, au lycée de la ville. Au lycée de la ville, en plus de son travail scolaire, il écrit des poèmes, des contes et des nouvelles et, avec d'autres étudiants, il fonde un club de littérature et de musique auquel participent notamment Svetozar Pribićević et Stjepan Radić ; il pratique également la gymnastique.
Au lycée, Ivan Ribar étudie aussi la sténographie et, en 1899, après avoir obtenu son baccalauréat, il passe un concours d'État et obtient un emploi de sténographe à la Diète croate (Hrvatski sabor) de Zagreb, ce qui lui permet de rencontrer de nombreuses personnalités politiques de l'époque. Parallèlement, il étudie le droit à l'université de Zagreb ; il poursuit ensuite ses études supérieures à l'université de Vienne puis à l'université de Prague. À Vienne, il rejoint un groupe d'étudiants croates engagés dans la lutte nationale puis, à Prague, il est marqué par les conférences du professeur Tomáš Masaryk, qui, en 1918, deviendra le premier président de la Tchécoslovaquie.
Il rentre à Zagreb et, en 1904, il y obtient un doctorat. Pendant ses études, il prend une part active dans la lutte politique des étudiants contre le régime du ban de Croatie-Slovénie Károly Khuen-Héderváry et sa politique pro-magyare. Partisan d'une unité entre Croates et Serbes, il participe à la fondation du Parti progressiste démocratique croate (Hrvatska napredna demokratska stranka), qui, en 1905, rejoint la Coalition serbo-croate (Hrvatsko-srpska koalicija). En 1904, après son diplôme, il effectue son service militaire.

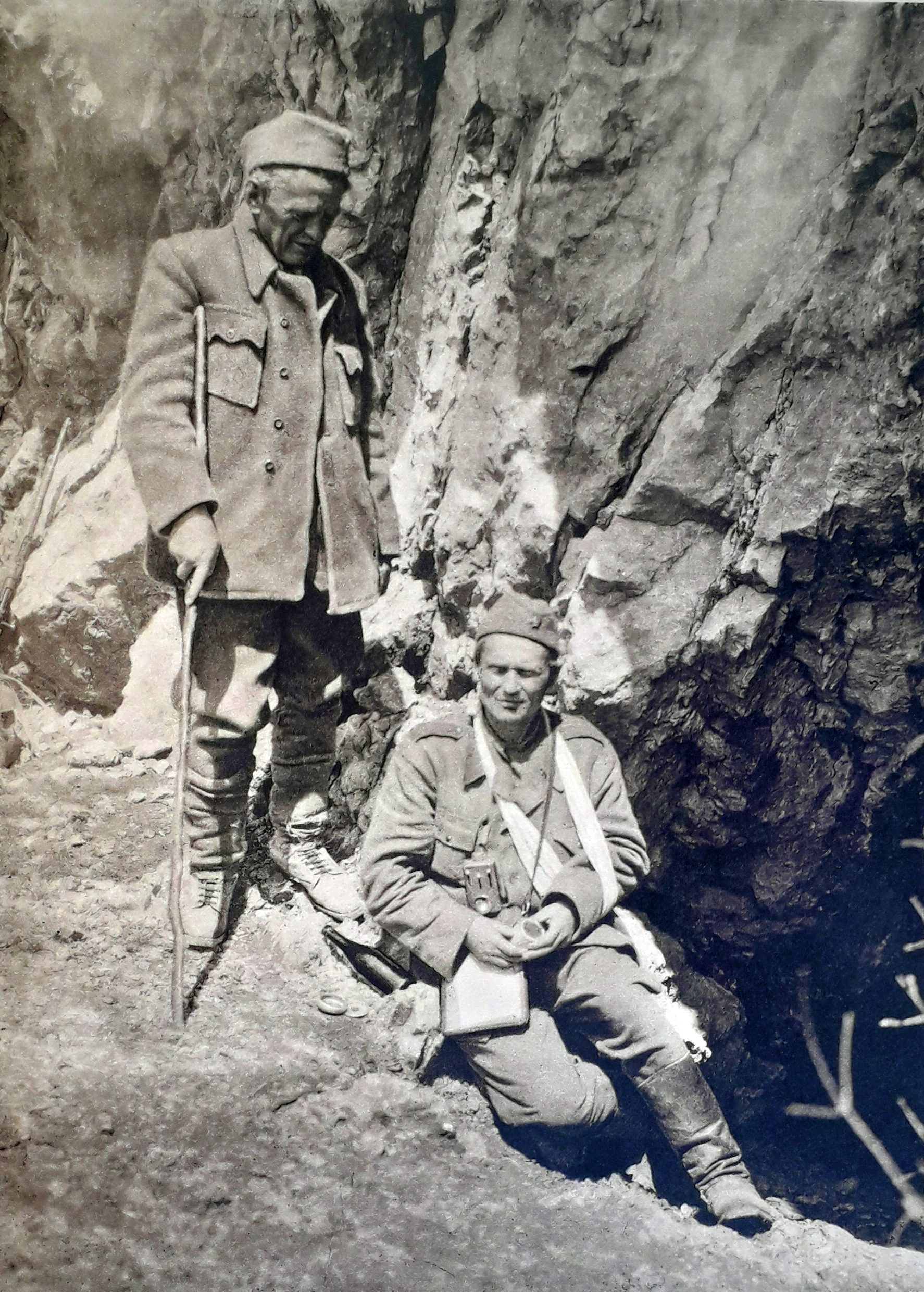
Ivan Ribar (à gauche) et Josip Broz Tito en 1943

Engagé politiquement à gauche, il préside après la Première Guerre mondiale l'assemblée constituante du royaume des Serbes, Croates et Slovènes, première incarnation de la Yougoslavie. Il rejoint le Parti démocrate, l'un des seuls partis politiques yougoslaves qui s'adresse, non pas à une nationalité particulière, mais à l'ensemble des sujets yougoslaves. Il en devient le vice-président. Dans les années 1930, il s'oppose à la dictature du roi Alexandre Ier. Ses sympathies politiques le portent progressivement à devenir un « compagnon de route » du Parti communiste de Yougoslavie. Durant la Seconde Guerre mondiale, lorsque la Yougoslavie est envahie, occupée et démembrée par l'Allemagne nazie et ses alliés, Ribar et ses deux fils, Jurica et Ivo Lola, rejoignent les Partisans, la résistance communiste dirigée par Tito. Le 26 octobre 1942, Ribar devient le président du Conseil antifasciste de libération nationale de Yougoslavie (AVNOJ), le « parlement » des Partisans.
Les deux fils d'Ivan Ribar périssent durant le conflit. À la fin de la guerre, il devient président du Praesidium de l'assemblée nationale, ce qui fait de lui le chef de l'État yougoslave en titre. Sa fonction est cependant essentiellement honorifique, la réalité du pouvoir étant  détenue par Tito, qui est alors chef du gouvernement. Il occupe ce poste jusqu'en 1953, date à laquelle Tito devient président de la République.  

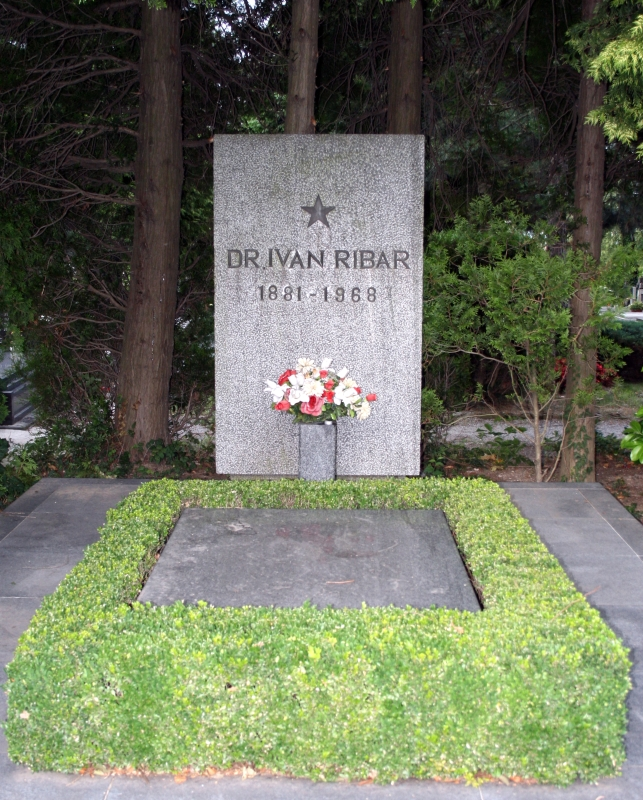
La tombe d'Ivan Ribar dans le cimetière de Mirogoj à Zagreb.